# Грейсвілл (Теннессі)
Грейсвілл (англ. Graysville) — місто (англ. town) в США, в окрузі Ріа штату Теннессі. Населення — 1471 особа (2020).

## Географія
Грейсвілл розташований за координатами 35°26′58″ пн. ш. 85°4′34″ зх. д. / 35.44944° пн. ш. 85.07611° зх. д. (35.449527, -85.076234).  За даними Бюро перепису населення США в 2010 році місто мало площу 3,02 км², уся площа — суходіл.

## Демографія
Згідно з переписом 2010 року, у місті мешкали 1502 особи в 570 домогосподарствах у складі 398 родин. Густота населення становила 497 осіб/км².  Було 662 помешкання (219/км²).
Расовий склад населення:
| - 95,0 % — білих - 1,1 % — чорних або афроамериканців - 0,9 % — корінних американців - 0,3 % — азіатів - 1,2 % — осіб інших рас |

До двох чи більше рас належало 1,5 %. Частка іспаномовних становила 1,9 % від усіх жителів.
За віковим діапазоном населення розподілялося таким чином: 28,7 % — особи молодші 18 років, 59,8 % — особи у віці 18—64 років, 11,5 % — особи у віці 65 років та старші. Медіана віку мешканця становила 34,8 року. На 100 осіб жіночої статі у місті припадало 92,8 чоловіків;  на 100 жінок у віці від 18 років та старших — 87,2 чоловіків також старших 18 років.
Середній дохід на одне домашнє господарство  становив 38 327 доларів США (медіана — 26 929), а середній дохід на одну сім'ю — 41 747 доларів (медіана — 32 500). За межею бідності перебувало 42,4 % осіб, у тому числі 66,7 % дітей у віці до 18 років та 27,1 % осіб у віці 65 років та старших.
Цивільне працевлаштоване населення становило 717 осіб. Основні галузі зайнятості: виробництво — 30,0 %, роздрібна торгівля — 14,5 %, мистецтво, розваги та відпочинок — 11,9 %, освіта, охорона здоров'я та соціальна допомога — 11,6 %.